# 金唐革紙

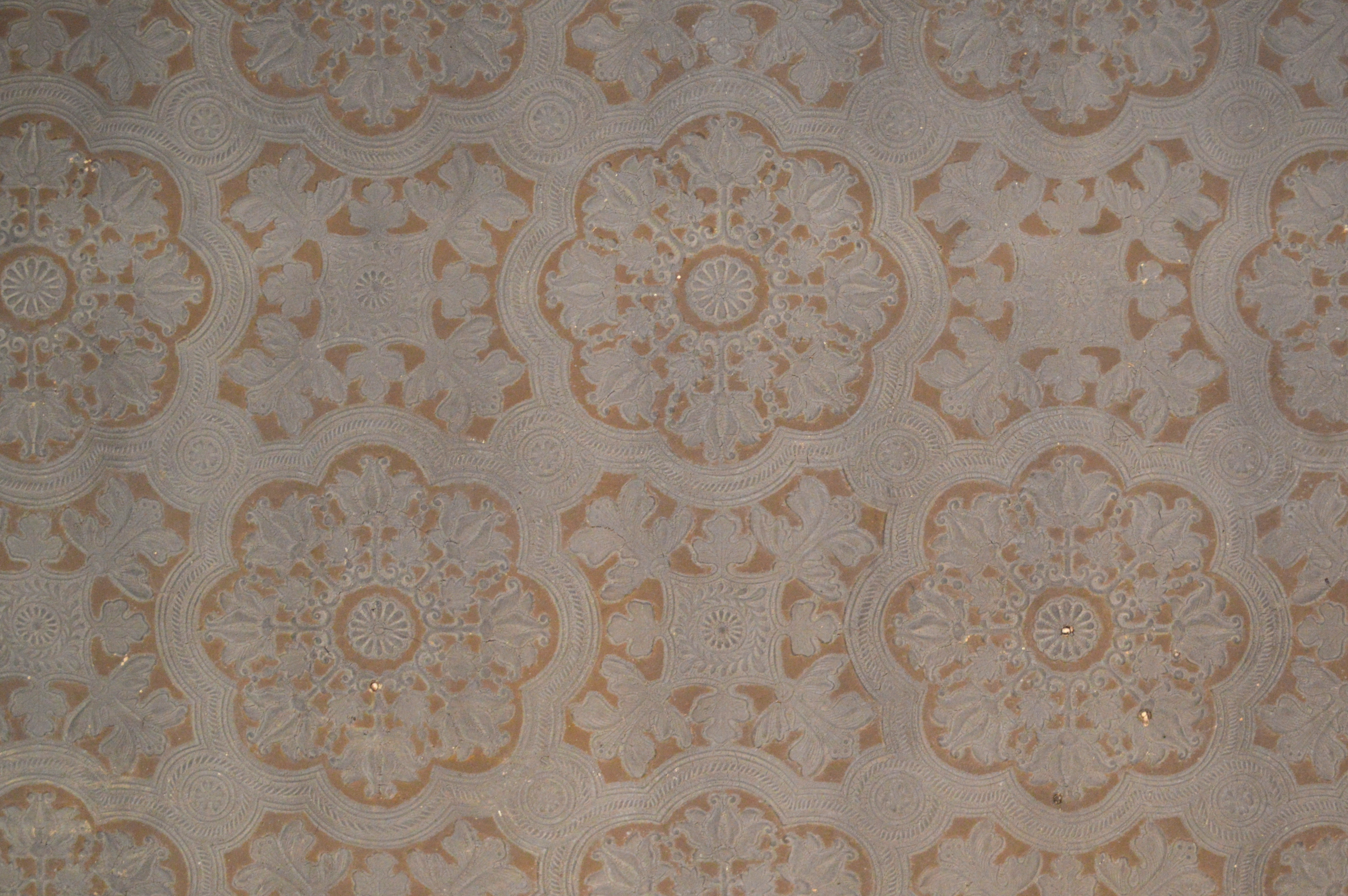
金唐革紙（旧沼田貯蓄銀行天井）

金唐革紙（きんからかわし、きんからかわかみ、英語: Japanese leather paper）は、日本の伝統工芸品である。金唐紙（きんからかみ）とも称される。
和紙に金属箔（金箔・銀箔・錫箔等）をはり、版木に当てて凹凸文様を打ち出し、彩色を施し、全てを手作りで製作する高級壁紙である。

## 概要

### 歴史
欧米の皮革工芸品を「金唐革（きんからかわ）」(en)といい、宮殿や市庁舎などの室内を飾る高級壁装材であった。金唐革は、唐草や花鳥などの文様を型を使って革の表面に浮き上がらせ、金泥その他で彩色したものである。
江戸時代前期の17世紀半ばに、オランダ経由でスペイン製の「金唐革」が輸入されて人気を博したが、鎖国を行っていたためにこれは極めて貴重、かつ、入手困難な品物であった。そこで、和紙を素材とした代用品の製作が日本で行われた結果、1684年（天和4年/貞享元年）に伊勢国で完成した製品が「金唐革紙」（「擬革紙（ぎかくし）」ともいう。）　の始まりである。
明治時代には、紙幣寮（国立印刷局の前身）が中心となって製造・輸出され、ウィーン万国博覧会・パリ万国博覧会 (1867年)など各国の博覧会にも出品されるまでになった。金唐革紙は欧米での評価も高く、数多くの製品が輸出され、イギリスのバッキンガム宮殿でも使用された。国内では、鹿鳴館等の明治の洋風建築に用いられたが、その多くは現在消滅し、現存するのは数ヶ所だけという貴重な文化財になっている。昭和初期には徐々に衰退し、昭和中期以降その製作技術は完全に途絶えていた。

### 昭和後期より現在
1985年、旧日本郵船小樽支店（重要文化財、小樽市）の復元事業で、東京文化財研究所の助言を受けて金唐革紙研究所が新設され、現代版「金唐革紙」の復元製作が行われた。しかし、当初は本格的な技術者がおらず、製品品質・製作量は低いものであった。（「金唐紙（きんからかみ）」とは金唐革紙研究所製品にのみ用いる、研究所によって新しく考えられた造語である。）
代表上田尚を中心に1999年に移情閣〔孫文記念館〕（重要文化財、神戸市）、2002年に旧岩崎家住宅（重要文化財、台東区）等の主要な復元を行う。その間、紙の博物館（東京都王子）、呉市立美術館（広島県呉市）、旧岩崎邸庭園、入船山記念館、フェルケール博物館（静岡県）、大英博物館、ヴィクトリア・アンド・アルバート美術館（イギリス）等で「金唐革紙展」を開催して、その普及に努める。これらの功績により、上田尚が2005年、選定保存技術（文化財の修理復元等のために必要な伝統的技術として、文部科学大臣が選定するもの。）の保持者に認定される。

## 金唐革紙の現存する建築物
明治から昭和初期の金唐革紙（旧製品）が現存する主な日本の建築物。および、新しく復元製作された金唐革紙（復元品）が貼られた建築物。
※「重要文化財」とあるものは、文化財保護法に基づき、国が指定した重要文化財を指す。
- 「入船山記念館（重要文化財）」広島県呉市 （旧製品・復元品）
- 「旧岩崎家住宅（重要文化財）」東京都台東区 （旧製品・復元品）
- 「移情閣〔孫文記念館〕（重要文化財）」兵庫県神戸市 （旧製品・復元品）
- 「旧日本郵船小樽支店（重要文化財）」北海道小樽市 （旧製品・復元品）
- 「旧林家住宅（重要文化財）」長野県岡谷市 （旧製品・復元品）
- 「国会議事堂 　参議院内閣総務官室・秘書官室」東京都 （旧製品のみ）
- 「旧第五十九銀行本店本館〔青森銀行記念館〕（重要文化財）」青森県弘前市 （旧製品のみ）
- 「砺波郷土資料館（市指定文化財）」富山県砺波市（旧製品のみ）
- 「群馬会館（登録有形文化財）」群馬県前橋市（復元品）
- 「旧沼田貯蓄銀行（県指定重要文化財）」群馬県沼田市（旧製品）
- 「旧久米家住宅洋館」（復元品）

金唐革紙の製作工程
1. 「合紙」　手すき楮紙と三椏紙を合紙して、原紙を作成する。
2. 「箔押し」　原紙に、金・銀・錫箔などの金属箔を押す。
3. 「打ち込み」　文様が彫刻された版木（桜材）に、水で湿らせた原紙をあて、紙の裏より豚毛の強靭な刷毛で丹念に打ち込み、凹凸文様を出す。
4. 「ワニス塗り」　錫箔の場合のみ、天然ワニスを塗って金色を出す。
5. 「彩色」　漆・油絵具等で、丁寧に手塗り彩色をする。種類によってはシルクスクリーンで彩色したり、紙やすりでやすりがけをして古色をつける。

この製作技術は大変難しく長い経験を要する。現在は版木製作以外の全ての工程を同一人物が行うので、一日に刷毛で打ち込む事6時間以上という体力と、箔押し・精緻な彩色という、手先の器用さも必要となる。版木は明治・大正期に製作されたものを用いる場合が多いが、旧来の金唐革紙よりデザインをおこし新しく版木を製作する場合もある。